# Latim contemporâneo

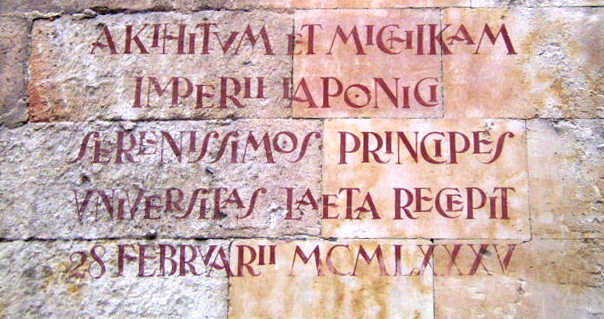
Uma inscrição em latim contemporânea na Universidade de Salamanca, em Espanha, comemorando a visita do então Príncipe Akihito e da Princesa Michiko à universidade. O texto é: "AKIHITVM ET MICHIKAM IMPERII IAPONICI SERENISSIMOS PRINCIPES VNIVERSITAS LAETA RECEPIT 28 FEBRVARII MCMLXXXV" (A universidade recebeu com alegria Akihito e Michiko, o Sereníssimo Príncipe e Princesa do Império Japonês, em 28 de fevereiro de 1985). Foto que se presume ter sido tirada por Montrealais, em janeiro de 2001

Latim contemporâneo é a forma contemporânea do Latim usada desde o final do século XIX até ao presente. Podem-se distinguir várias variantes de Latim contemporâneo. Por um lado, há a sua sobrevivência simbólica em áreas como a taxonomia como consequência da presença bastante difundida da língua na era do Neolatim. Verifica-se normalmente na inclusão de simples palavras ou frases no contexto de outras línguas. Por outro lado, existe o uso completo do Latim como plena língua e de expressão.

## Uso do Latim no contexto de outras línguas
- Lemas de estados e associações.
- Expressões e frases feitas como habeas corpus
- Taxonomia, através da Nomenclatura binomial
- Vocabulário técnico em campos como a anatomia, lei ou música clássica

## Uso do Latim como plena língua
A Igreja Católica faz uso contínuo do Latim desde a sua fundação. Os documentos do Vaticano, apesar de inicialmente redigidos em várias línguas, são formalmente divulgados em Latim. Também é usado na liturgia, apesar de estar em declínio desde o Concílio Vaticano II.
Também no contexto académico, o Latim é ainda hoje usado, sobretudo em cerimónias de graduação.